# Mukia nigroanalis
Mukia nigroanalis là một loài bướm đêm trong họ Crambidae.